# Catwoman: The Game
Catwoman — компьютерная игра в жанре action-adventure, созданная по мотивам одноимённого фильма 2004 года. Внешность главной героини была смоделирована по образу исполнительницы главной роли в фильме Холли Берри, а озвучивание персонажа выполнила актриса Дженнифер Хейл. Игра стала последней работой студии Argonaut Software за 19-летний период (не считая Star Fox 2, завершённой в 1995 году, но выпущенной лишь в 2017), до возобновления деятельности компании в 2024 году.

## Игровой процесс
Игра представляет собой экшен-платформер от третьего лица. Игровой процесс основан на использовании кошачьих способностей главной героини: силы и ловкости для преодоления локаций и сражений с противниками. Игровая механика включает элементы исследования, характерные для серии Tomb Raider. Женщина-кошка может карабкаться по стенам и перемещаться с помощью металлических шестов. Продвижение по игре требует решения головоломок. Боевая система позволяет улучшать приёмы и выполнять комбинации ударов.

## Сюжет
Игра в общих чертах повторяет сюжет фильма. Пейшенс Филлипс, застенчивая офисная сотрудница корпорации «Хедар», случайно раскрывает тёмную тайну работодателей, после чего её убивают. Впоследствии она воскресает благодаря сверхъестественной египетской кошке, наделившей её кошачьими способностями. Возродившись как Женщина-кошка, она начинает мстить тем, кто пытался её убить.

## Разработка
В июне 2003 года британский веб-сайт Computer and Video Games (CVG) сообщил о возможности разработки игры по готовящемуся к выходу фильму «Женщина-кошка». После отмены проектов Malice и Orchid компаниями Vivendi Universal Games и Namco соответственно, студия Argonaut Games вложила значительные средства в получение лицензии. В январе 2004 года CVG опубликовал информацию о том, что Electronic Arts (EA) приобрела права на разработку игры у Warner Bros. Interactive Entertainment, причём разработчиком выступила Argonaut Games. Это стало первым сотрудничеством EA и Argonaut после выпуска игры Harry Potter and the Philosopher’s Stone в 2001 году. 12 февраля 2004 года EA и Warner Bros. официально подтвердили информацию, объявив о многолетнем соглашении по разработке игр на основе интеллектуальной собственности «Женщина-кошка». Игра разрабатывалась для платформ PlayStation 2, Xbox, GameCube, Game Boy Advance и персональных компьютеров. На выставке E3 2004 состоялся показ игры, находившейся к тому моменту в разработке восемь месяцев. Выпуск игры в Северной Америке состоялся 23 июля 2004 года одновременно с выходом фильма. В Австралии игра вышла 30 июля, в Европе — 6 августа того же года.
В интервью 2022 года основатель Argonaut Джез Сан рассказывал, что разработка Catwoman стала крупнейшим проектом в истории компании по количеству задействованных ресурсов. Из-за сжатых сроков над игрой работало около 100 сотрудников, что значительно превышало средний показатель для игровой индустрии того периода — 30-40 человек в период шестого поколения игровых систем. До этого Argonaut работала небольшими командами примерно по 15 человек в эпоху пятого поколения.

## Критика
| Сводный рейтинг    | Сводный рейтинг | Сводный рейтинг | Сводный рейтинг | Сводный рейтинг | Сводный рейтинг |
| Издание            | Оценка          | Оценка          | Оценка          | Оценка          | Оценка          |
| Издание            | GBA             | GC              | PC              | PS2             | Xbox            |
| ------------------ | --------------- | --------------- | --------------- | --------------- | --------------- |
| GameRankings       | N/A             | 51,90 %         | 50,27 %         | 47,57 %         | 49,33 %         |
| Metacritic         | 61/100          | 47/100          | 46/100          | 46/100          | 45/100          |
| Иноязычные издания |                 |                 |                 |                 |                 |
| Издание            | Оценка          | Оценка          | Оценка          | Оценка          | Оценка          |
| Издание            | GBA             | GC              | PC              | PS2             | Xbox            |
| 1UP.com            | N/A             | N/A             | F               | C−              | N/A             |
| EGM                | N/A             | 4/10            | N/A             | 4/10            | 4/10            |
| Eurogamer          | N/A             | N/A             | N/A             | 3/10            | N/A             |
| Game Informer      | 6,5/10          | N/A             | N/A             | N/A             | 4,75/10         |
| GamePro            | N/A             | N/A             | N/A             | N/A             | [ 33 ]          |
| GameRevolution     | N/A             | F               | N/A             | F               | F               |
| GameSpot           | 5,4/10          | N/A             | 5,6/10          | 6,3/10          | N/A             |
| GameSpy            | N/A             | N/A             | N/A             | [ 38 ]          | N/A             |
| GameZone           | 5,8/10          | 5/10            | 5,5/10          | 4,1/10          | 5,5/10          |
| IGN                | 6,5/10          | 4/10            | 3,8/10          | N/A             | N/A             |
| Nintendo Power     | 3,1/5           | 2,7/5           | N/A             | N/A             | N/A             |
| OPM                | N/A             | N/A             | N/A             | [ 49 ]          | N/A             |
| OXM                | N/A             | N/A             | N/A             | N/A             | 4,3/10          |
| PC Gamer (US)      | N/A             | N/A             | 49 %            | N/A             | N/A             |

Игра получила негативные отзывы критиков, среди основных недостатков отмечались неудачное управление камерой, низкое качество озвучивания и примитивная боевая система. Версия для Game Boy Advance получила смешанные оценки: на агрегаторе рецензий Metacritic её рейтинг составил 61/100. Версии для других платформ были оценены значительно ниже: GameCube — 47/100, ПК — 46/100, PlayStation 2 — 46/100, Xbox — 45/100.
Коммерческий провал фильма в прокате негативно отразился на продажах игры, что усугубило положение Argonaut. Компания, испытывавшая трудности при переходе от пятого к шестому поколению консолей и столкнувшаяся с истощением финансовых резервов, прекратила существование спустя три месяца после выхода игры.

### Комментарии
1. ↑  Additional work by EA UK.